# (13983) 1992 RJ5
A (13983) 1992 RJ5 a Naprendszer kisbolygóövében található aszteroida. Eric Walter Elst fedezte fel 1992. szeptember 2-án.